# Multi-Function Display

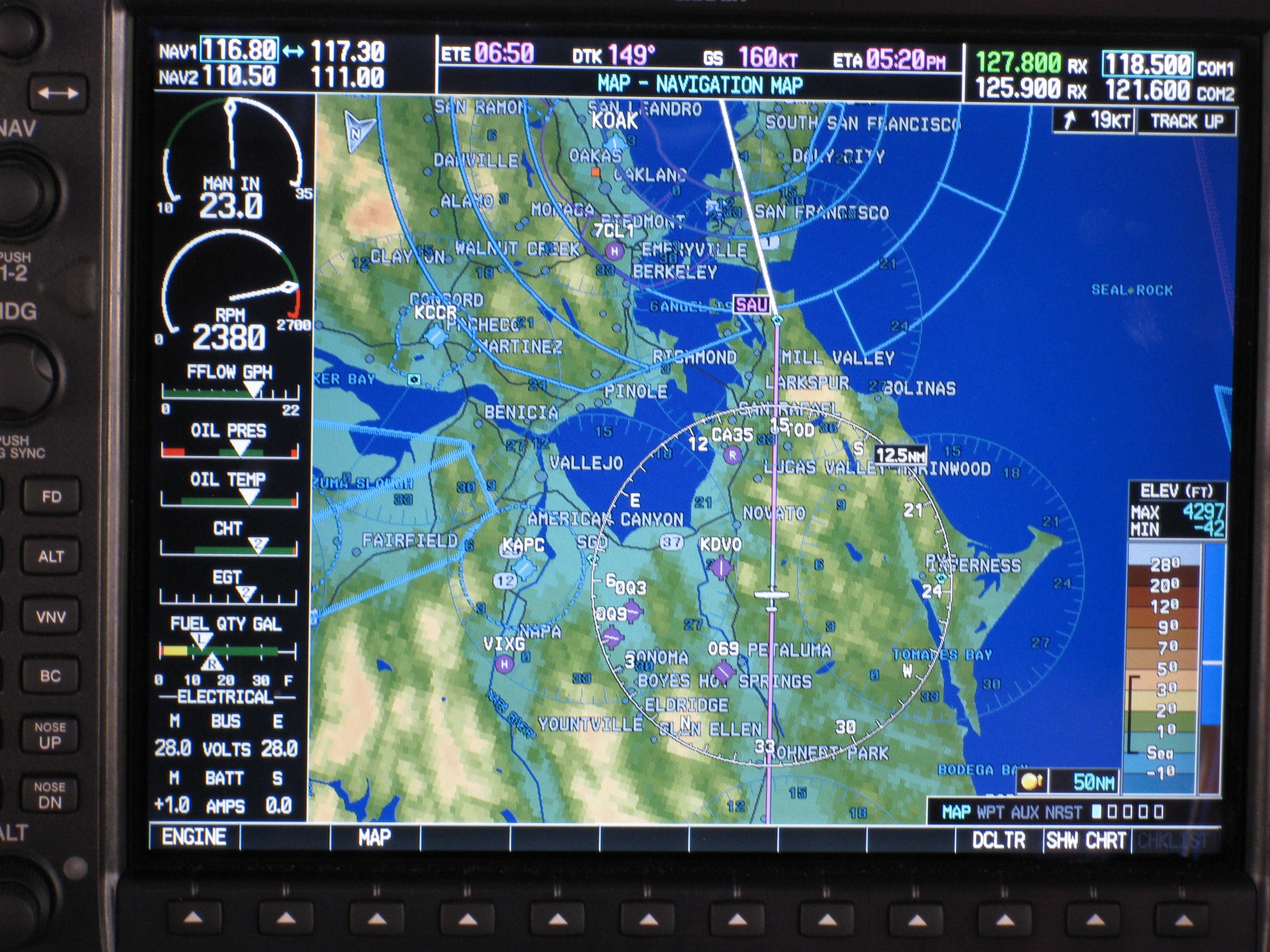
Uno schermo MFD di un Garmin G1000 che mostra indicazioni di navigazione e i diversi parametri di funzionamento del motore

Il Multi-Function Display, comunemente abbreviato MFD e raramente tradotto in italiano con schermo digitale multifunzione, è uno schermo, a tubo catodico oppure a cristalli liquidi, che si trova in aeromobili che possiedono un sistema EFIS, atto a presentare informazioni di navigazione e dello stato dell'aeromobile secondo numerose possibili configurazioni. L'MFD è una componente principale sia di velivoli militari che civili dotati di glass cockpit.

## Storia
I primi MFD furono introdotti negli abitacoli degli aeroplani militari, in particolare i caccia ad alte prestazioni. Il vantaggio di questo tipo di strumentazione è rappresentato dalla loro compattezza rispetto a un equivalente analogico a lancette. Inoltre un MFD può sostituire e integrare numerosi strumenti.
Nel 1976 la NASA esegue uno studio per valutare l'efficacia del MFD in ambito civile, risultato poi incrementare la situational awareness e migliorare la sicurezza del volo rispetto agli strumenti classici come l'HSI.
Negli anni 80, Airbus è stata una delle prime aziende a introdurre MFD nei propri aerei. Partendo dall'A300 che aveva una strumentazione analogica, si è passato all'A310 che aveva un MFD limitato (i parametri dei motori erano ancora visualizzati con strumenti analogici), fino all'A320 emblema del glass cockpit e dotato di vari MFD. In modo simile è possibile osservare l'evoluzione del Boeing 737, dalla versione 737-200 completamente analogica, poi successivamente migliorata grazie all'introduzione dell'advanced cockpit (ovvero di due MFD per la sola navigazione), al 737-NG dotato di due MFD completi e indipendenti.

## Funzioni

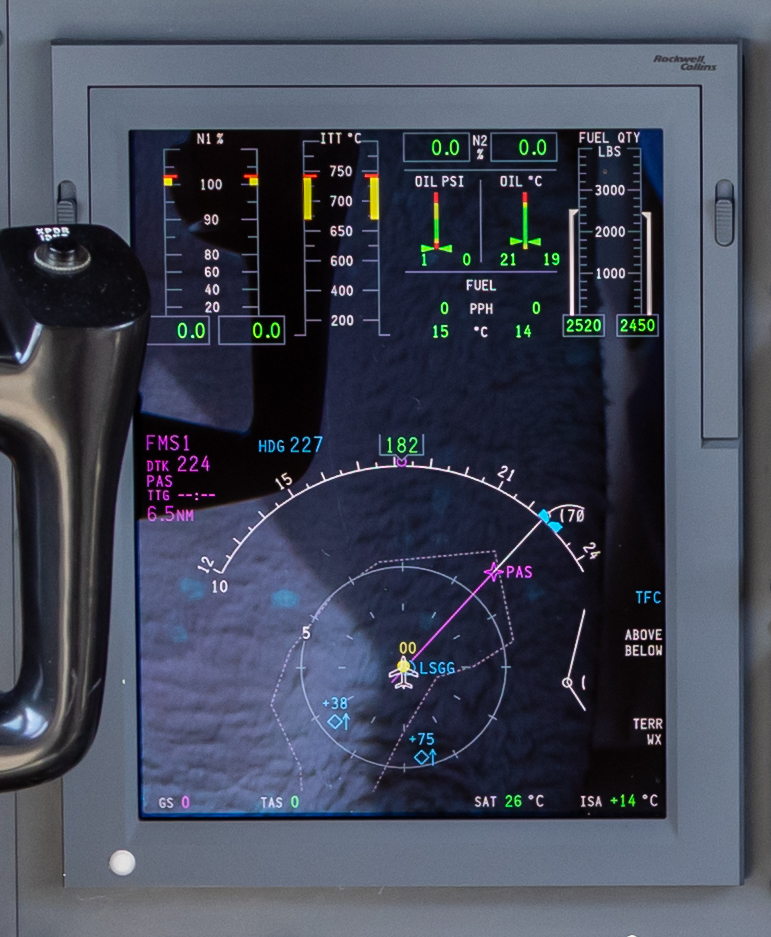
L'MFD di un Cessna Citation XLS con visualizzate le informazioni di motori e di navigazione.

La caratteristica degli MFD, come dice la parola stessa, è quella di poter mostrare diversi parametri secondo la pagina scelta. Ad esempio, il C-17 utilizzato in molti aerei dell'aviazione statunitense (anche se ora considerato obsoleto) contiene le seguenti pagine:
- navigation: visualizza i parametri necessari alla navigazione e la posizione corrente;
- plan position indicator: mostra il piano di volo secondo quanto configurato nel FMS;
- engine: visualizza i parametri relativi ai motori;
- configuration: mosta le altre informazioni sull'aeromobile, come lo stato delle superfici di controllo;
- primary flight display: può funzionare da PFD, nel caso in cui questo fosse non disponibile.

A partire dagli anni 2000, gli MFD di molti aerei hanno iniziato a integrare anche le checklist elettroniche.